# Wincenty Korotyński
Wincenty Korotyński (ur. 15 sierpnia 1831, we wsi Sieliszcze, w powiecie nowogródzkim, zm. 7 lutego 1891 w Warszawie) – polski pisarz, poeta i dziennikarz.

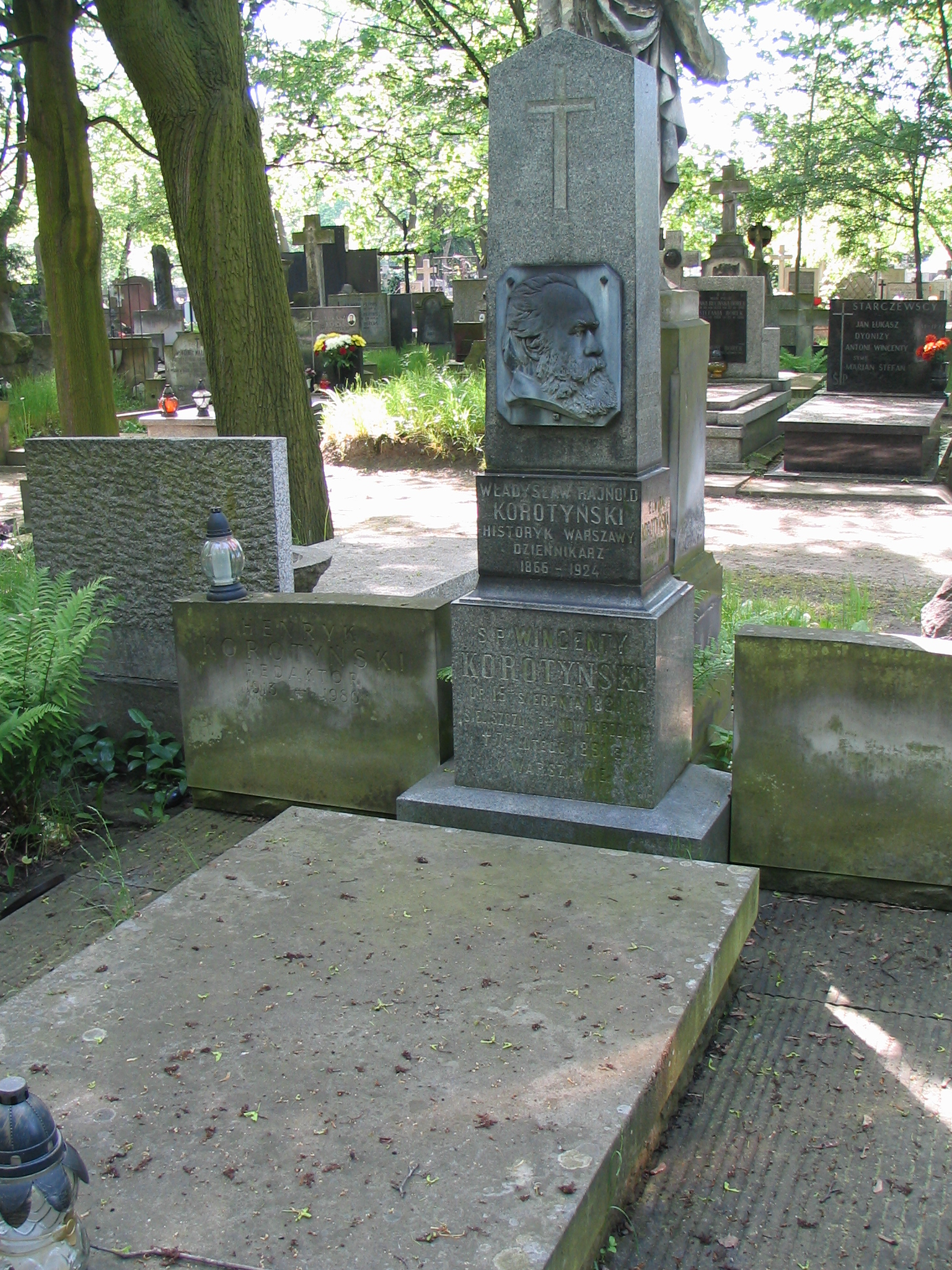
Nagrobek Władysława Korotyńskiego na cmentarzu Powązkowskim. W tym grobie spoczywają także Wincenty Korotyński, Henryk Korotyński, Bruno Wincenty Korotyński, Elwira Korotyńska i troje innych członków rodziny.

Zachęcony przez Ludwika Kondratowicza (Władysława Syrokomlę) poświęcał się początkowo wyłącznie poezji i studiom filologicznym o własnych siłach, następnie obrał zawód czasopiśmienniczy. W 1857 brał czynny udział w redakcji „Teki Wileńskiej”, wydawanej przez A.H. Kirkora. Po jej zamknięciu wszedł do redakcji „Słownika języka polskiego”, wydawanego w Wilnie przez M. Orgelbranda; objaśnił do tego dzieła wyrazy pospolite pod literą „W”, wyrazy filozoficzne opuszczone przez Trentowskiego, oraz prowadził redakcję ogólną dzieła od litery „L” do końca. Po zreformowaniu „Kuriera Wileńskieqo” w 1860 był członkiem jego redakcji, a w początku 1866 udał się do Warszawy na stałego współpracownika Gazety Warszawskiej. Od tej daty był zarazem współpracownikiem Wielkiej Encyklopedii Powszechnej S. Orgelbranda, członkiem redakcji „Wieńca”, „Tygodnika Powszechnego”, „Kroniki Rodzinnej”, „Tygodnika Ilustrowanego” i zamieszczał artykuły i poezje w innych czasopismach. Wydał oddzielnie (w tym przedruki z artykułów wcześniej wydrukowanych w gazetach): „Czem chata bogata, tem rada” (zbiór poezji, z przedmową Syrokomli, Wilno, 1857); „Tomiło” (obrazek wierszowany z życia ludu, Wilno i Dyneburg, 1858); „Kwestarz starozakonny” (wiersz z „Teki Wileńskiej” na dochód dla ubogich Izraelitów, 1858); „Wypił Kuba do Jakóba” (wystąpienie wierszowane do ludu przeciw gorzałce, Wilno, 1851); „Piosenki Bérangera”, przekład dokonany wspólnie z Kondratowiczem (Wilno, 1859); „Kilka szczegółów o rodzinie, miejscu urodzenia i młodości Adama Mickiewicza” (z „Kuriera Wileńskiego”, 1860); „Salomon Rysiński” (studium, z „Kuriera Wileńskiego”, 1863); „Duchownictwo” (z „Gazety Warszawskiej”, 1866); „Dodatek do biografii Adama Mickiewicza” (z „Bibljoteki Warszawskiej”, 1860); „Ciołek, optyk z XIII w.” (z Gazety Warszawskiej, 1867). Do felietonu Gazety Warszawskiej” przełożył powieści: „Oblężenie Falcburga” Erckmana i Chatriana (wydanie osobne w Bibliotece Wiślickiego); „Pendennis” Thackeraya; „Kram Starożytności” Dickensa.
Jako członek komisji Archeologicznej i Komitetu Statystycznego w Wilnie pisał dla nich artykuły. Zredagował 10-tomowe wydanie „Poezji” L. Kondratowicza i opatrzył je przedmową oraz objaśnieniami (Warszawa, 1872); drukował w czasopismach wiele wspomnień o Syrokomli, szczególnie w „Obrazach z pobrzeży Niemna” w „Tygodniku Powszechnym”, gdzie też znajdują się objaśnienia do „Pana Tadeusza”. Przygotował do druku, objaśnił i napisał przedmowę (prócz ostatniego ustępu) do „Gjulistanu” w przekł. S. Otwinowskiego, wyd. w 1879 r. przez Bibliotekę Ordynacji Krasińskich, oraz do wydanych tamże „Pamiętników” Duponta o Sobieskim (1885); przedmowę z życiorysem Z. Kaczkowskiego do ogólnego wydania jego dzieł; wstęp do jednego z tomów korespondencji Z. Krasińskiego; o poezjach J.I. Kraszewskiego w „Książce jubileuszowej” (1880); życiorys I. Domeyki w „Kłosach”. Wydał parę książeczek dla dzieci wierszem, oraz przełożył z francuskiego dla młodzieży: „Na kolanach babuni” pani J. Cuvillier-Fleury i „Wieczory wróżki” pań D’Hauteville i Wetzel (1874). Przez lat kilka (do 1873) redagował „Kalendarz” Jana Jaworskiego. Używał pseudonimów Borzywój, Q, s. W 1894 drukowano w „Kraju” jego prace o Towarzystwie Szubrawców w Wilnie.
Wincenty Korotyński miał synów: Ludwika Stanisława, Władysława Rajnolda i Brunona Wincentego – wszyscy trzej również zajęli się pisarstwem i dziennikarstwem.
Został pochowany w grobie rodzinnym na cmentarzu Stare Powązki w Warszawie (kw. 62, rząd 5, grób 14/15).